# Isakiv, Tlumaci
Isakiv (în ucraineană Ісаків) este o comună în raionul Tlumaci, regiunea Ivano-Frankivsk, Ucraina, formată numai din satul de reședință.

## Demografie
Componența lingvistică a comunei Isakiv
     Ucraineană (99,89%)
     Alte limbi (0,11%)
Conform recensământului din 2001, majoritatea populației comunei Isakiv era vorbitoare de ucraineană (99,89%), existând în minoritate și vorbitori de alte limbi.

## Legături externe
- pl Isaków în Dicționarul geografic al Regatului Poloniei și al altor țări slave, volum III (Haag — Kępy) anul 1882